# Ricardo Blázquez Pérez
Ricardo kardinál Blázquez Pérez (* 13. dubna 1942, Villanueva del Campillo) je španělský římskokatolický kněz a arcibiskup Valladolidu.

## Život
Roku 1955 vstoupil do menším semináře v Ávile kde získal titul bakaláře. Roku 1960 začal studovat ve vyšším semináři v Ávile. Na kněze byl vysvěcen 18. února 1967 biskupem Santosem Moro Brizem. Poté odešel studovat na Papežskou Gregoriánskou univerzitu v Římě kde získal doktorát z teologie. V letech 1972-1976 byl sekretářem Institutu Abulense. Dále půsbil jako profesor teologie na Papežské univerzitě Salamanca, jako její děkan a velký kancléř.
Dne 8. dubna 1988 jej papež Jan Pavel II. jmenoval pomocným biskupem Santiago de Compostela a titulárním biskupem z Germy v Galacii. Biskupské svěcení přijal 29. května 1988 z rukou arcibiskupa Antonia María Rouco Varely a spolusvětiteli byli kardinál Ángel Suquía Goicoechea a arcibiskup Mario Tagliaferri.
Tuto funkci vykonával do 26. května 1992, kdy byl zvolen biskupem Palencie.
Dne 8. září 1995 byl jmenován biskupem Bilbaa.
Dne 13. března 2010 byl ustanoven metropolitním arcibiskupem Valladolidu.
Dne 14. února 2015 jej papež František na konzistoři jmenoval kardinálem s titulem kardinál-kněz ze Santa Maria in Vallicella.